# María Bazán
María Bazán (1969 - 29 de septiembre de 2019) fue una actriz española.

## Biografía
Su formación se inició en el TAI, donde cursó el ciclo de interpretación audiovisual y posteriormente continuó en el Laboratorio Teatral William Layton de la mano de Begoña Valle, Mar Díez, José Pedro Carrión. En cine ha trabajando a las órdenes de Juanma Bajo Ulloa en Frágil o Jaime Rosales en La soledad, ganadora del Premio de la Crítica Internacional en la Quincena de Realizadores en el Festival de Cannes y tres Goyas, entre ellos mejor película en 2008. En teatro ha participado en varios montajes, entre otros Ganas de matar en la punta de la lengua, dirigida por Guillermo Heras con Daniel Albadalejo y Eduardo Recabarren, o Hay que deshacer la casa dirigida por Pape Pérez, etc. Su recorrido en televisión comenzó con En buenas manos, programa médico dirigido por Bartolomé Beltrán participando en dramáticos incluidos en el mismo y continuó con numerosas series en las que realizó personajes episódicos: Calle Nueva, Médico de familia, El comisario, Crematorio, o La que se avecina. Recientemente (2016) la hemos podido ver en la serie Centro médico y haciendo colaboraciones con Bricrocrack en el programa matinal A punto con la 2. También ha creado una webserie propia de humor absurdo, llamada Tonterías Animadas, cuyos capítulos duran en torno a treinta segundos.

## Filmografía
| Año  | Título                                         | Personaje          | Dirección         |
| ---- | ---------------------------------------------- | ------------------ | ----------------- |
| 2005 | Frágil                                         | Abi                | Juanma Bajo Ulloa |
| 2007 | La soledad                                     | Helena             | Jaime Rosales     |
| 2007 | Posible                                        | Laura              | Jesús Elorriaga   |
| 2008 | 20-N: los últimos días de Franco               | Carmen Franco Polo | Roberto Bodegas   |
| 2012 | La reina de las tapas                          | Brigitte           | Daniel Diosdado   |
| 2014 | Esto empieza a parecerse a una canción de Aute |                    | Eva Redondo       |
| 2014 | Mapa de recuerdos de Madrid                    | María              | Daniel Ramírez    |
| 2018 | El mejor verano de mi vida                     | Entrevistadora     | Dani de la Orden  |

Televisión
| Año  | Programa, serie, película    | Director                |
| ---- | ---------------------------- | ----------------------- |
| 1996 | En buenas manos              | Bartolomé Beltrán       |
| 1997 | Osados                       | Juan Pedro Muñoz        |
| 1997 | Médico de familia            | Juan Carlos Cueto       |
| 1999 | Calle nueva                  | Vicente Torres          |
| 2001 | Esencia de poder             | Ricardo Jiménez Roig    |
| 2004 | El comisario                 | Ignacio Mercero         |
| 2004 | Cuéntame cómo pasó           | Tito Fernández          |
| 2008 | Hospital Central             | Juan Testa              |
| 2011 | Crematorio                   | Jorge Sánchez-Cabezudo  |
| 2010 | Alfonso, el príncipe maldito | Álvaro Fernández Armero |
| 2012 | La que se avecina            | Laura Caballero         |
| 2016 | Centro Médico                | Raquel Barrero          |
| 2016 | A Punto Con La 2             | Bricrocrack TV          |